# 青木川 (庄内川水系)

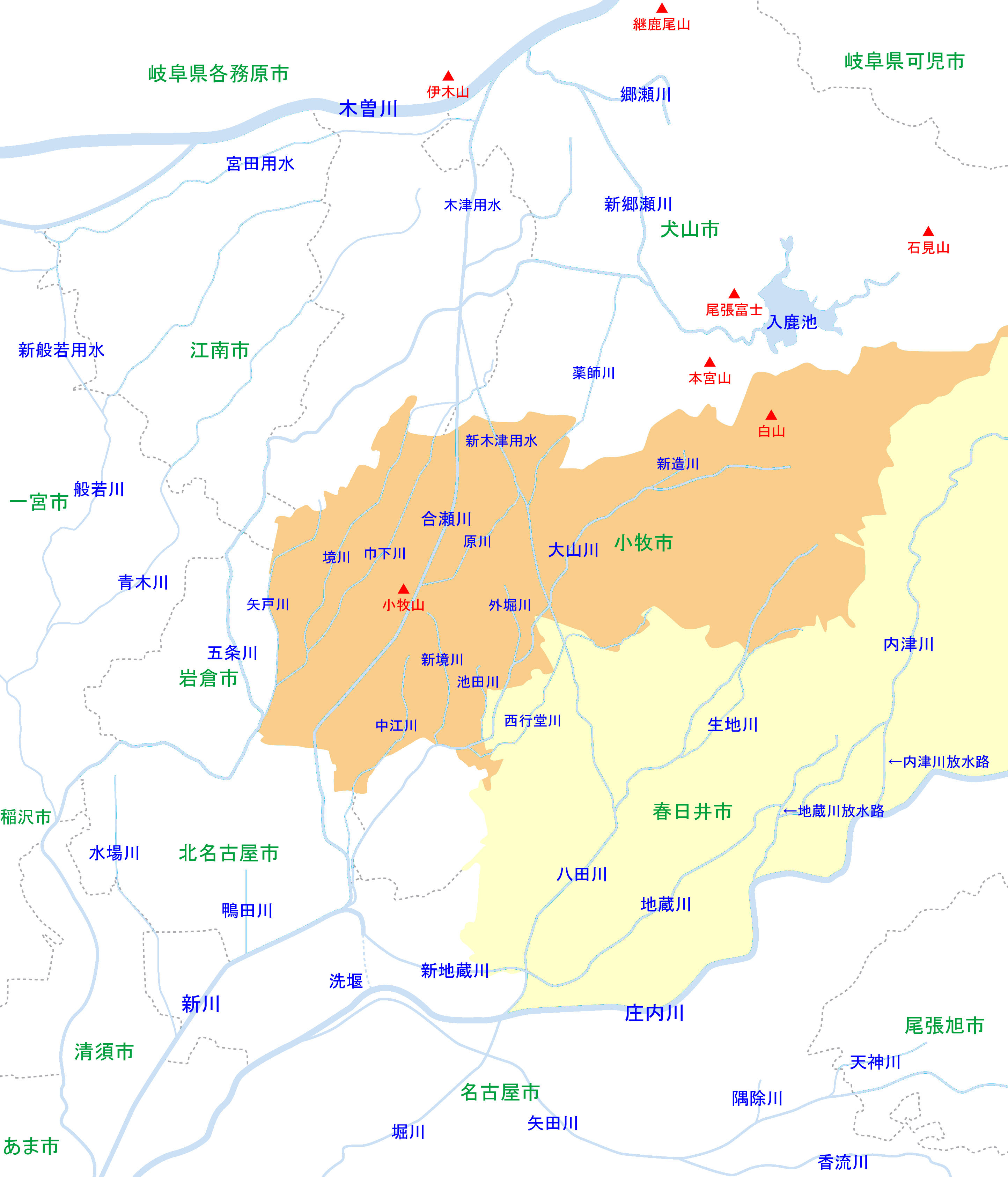
小牧市・春日井市周辺河川の位置関係図

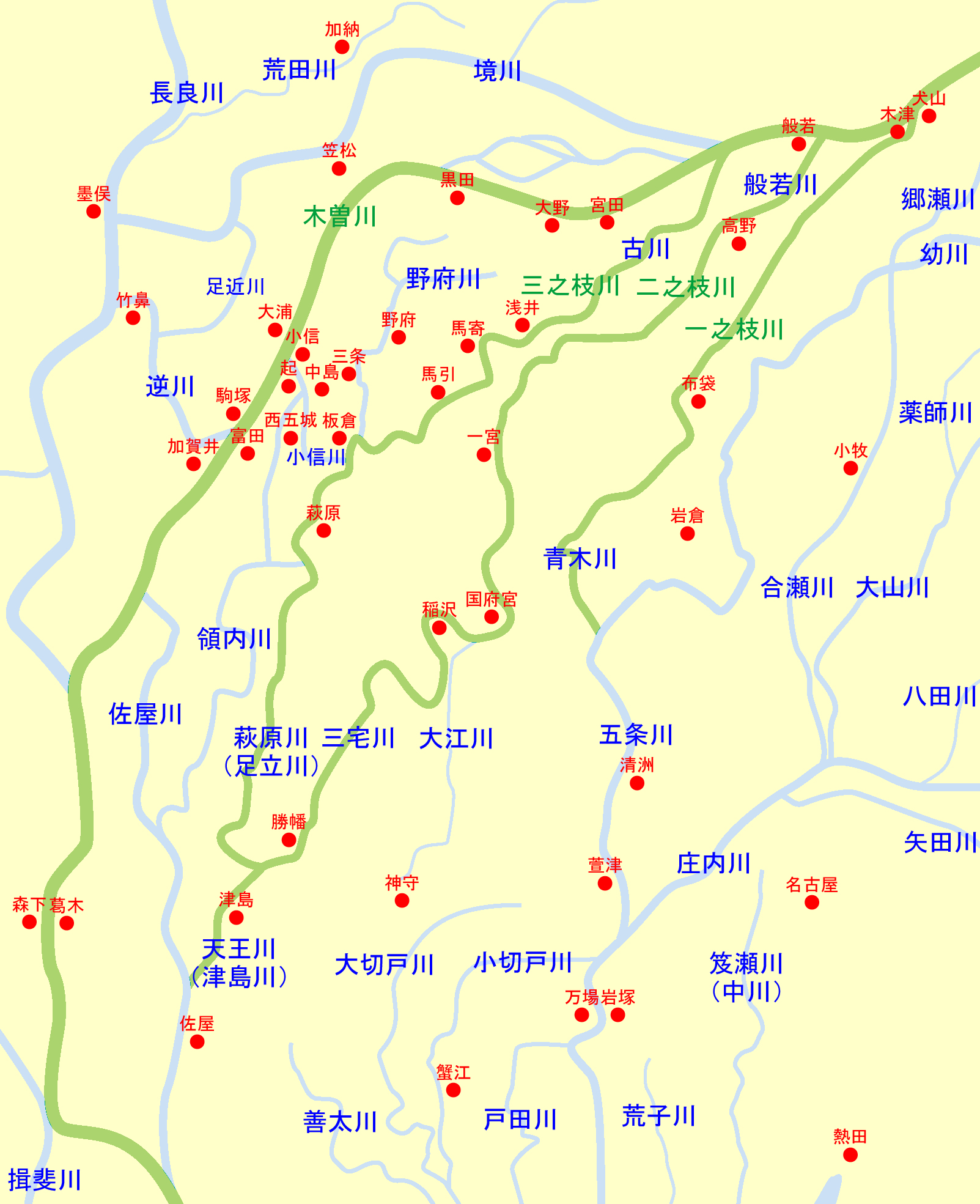
御囲堤建造以前の木曽川派川（木曽八流）の様子（緑は木曽川本川および主要派川）

青木川（あおきがわ）は、庄内川水系の一級河川。愛知県犬山市・丹羽郡扶桑町・一宮市・稲沢市を流れる。五条川を経て新川に合流する3次支川。

## 地理
愛知県犬山市上野付近に源を発し、一宮市丹陽町五日市場と稲沢市下津町の境目付近で五条川に合流する。河川延長は20.85キロメートル。
江戸時代以前の木曽川が犬山扇状地上で氾濫して生まれた派川の1つが、御囲堤建造後に悪水となって残った河川。古くは主要な本流の1つが流れた流路で一之枝川と呼ばれた。名前は「扇状地」の「扇」を「あおき」と呼んだことに由来するとされる。
水源からおおむね南西に流れながら次第に悪水を集めて水量を増し、一宮市千秋町小山で東千秋川、一宮市丹陽町重吉で般若川、一宮市三ツ井で縁葉川と合流し、一宮市・稲沢市境を流れて五条川合流点に至る。
2000年（平成12年）9月の東海豪雨で庄内川および新川流域では大きな被害が発生しており、河川激甚災害対策特別緊急事業の一環として支流の青木川では般若川・昭和川・奈良子川と併せて洪水を地下を通して江南市宮田神明町の排水機場から木曽川（南派川）に排水する「青木川放水路」が計画され、2012年（平成24年）5月までに昭和川以北の約5キロメートルの区間が供用されている。